# Jacinto Guerrero
 (juillet 2020).
Si vous disposez d'ouvrages ou d'articles de référence ou si vous connaissez des sites web de qualité traitant du thème abordé ici, merci de compléter l'article en donnant les références utiles à sa vérifiabilité et en les liant à la section « Notes et références ».
Jacinto Guerrero (né en 1895, mort en 1951) est un compositeur et chef d'orchestre espagnol. Il a également composé de nombreuses musiques pour le cinéma.

## Biographie
Né à Ajofrín (Tolède) le 16 août 1895, il fait partie, enfant, de la chorale de la cathédrale de Tolède. 
Après des études au conservatoire de Madrid avec Benito García de la Parra et Conrado del Campo, il est violoniste au théâtre Apolo, dont il finira par devenir le chef d’orchestre. Il s’agit de l'un des plus hauts représentants de la zarzuela de la première moitié du XXe siècle. Fondant sa propre troupe, il part en tournée dans les théâtres de variétés d’Amérique, où il remporte de grands succès. 
Après la guerre civile, il met son talent mélodique au service de la production de nombreuses revues qui gagneront la ferveur du public. 
Président de la Société générale des auteurs d’Espagne en 1948, il meurt à Madrid le 15 septembre 1951.